# Teoria de l'emissió (relativitat)
La teoria de l'emissió, també anomenada teoria de l'emissor o teoria balística de la llum, va ser una teoria competidora de la teoria especial de la relativitat, que explicava els resultats de l'experiment de Michelson-Morley de 1887. Les teories d'emissió obeeixen el principi de la relativitat en no tenir un marc de referència preferit per a la transmissió de la llum, però diuen que la llum s'emet a la velocitat "c" respecte a la seva font en lloc d'aplicar el postulat d'invariància. Així, la teoria de l'emissor combina l'electrodinàmica i la mecànica amb una teoria newtoniana simple. Tot i que encara hi ha defensors d'aquesta teoria fora del corrent científic dominant, es considera que la majoria dels científics la desacrediten definitivament.
{{Imatge múltiple|align=center|image1=SitterKonstanz.png|width1=153|alt1=de Sitter's argument against emission theory.|caption1=|image2=De Sitter argument against emission theory.gif|width2=405|alt2=Animation of de Sitter's argument.|caption2=|footer=L'argument de Willem de Sitter contra la teoria de l'emissió. Segons la teoria simple de l'emissió, la llum es mou a una velocitat de c respecte a l'objecte emissor. Si això fos cert, la llum emesa per una estrella en un sistema estel·lar doble des de diferents parts de la trajectòria orbital viatjaria cap a nosaltres a diferents velocitats. Per a certes combinacions de velocitat orbital, distància i inclinació, la llum "ràpida" emesa durant l'aproximació superaria la llum "lenta" emesa durant una part de recessió de l'òrbita de l'estrella. Així, les lleis del moviment de Kepler aparentment serien violades per a un observador distant. Es veurien molts efectes estranys, incloent-hi (a) com s'il·lustra, corbes de llum d'estrelles variables de formes inusuals com mai s'han vist, (b) desplaçaments Doppler extrems cap al vermell i el blau en fase amb les corbes de llum, cosa que implica òrbites altament no keplerianes, (c) divisió de les línies espectrals (observeu l'arribada simultània de llum desplaçada cap al blau i el vermell a l'objectiu), i (d) si el sistema estel·lar binari és resoluble en un telescopi, la ruptura periòdica de les imatges estel·lars en múltiples imatges.

## Refutacions de la teoria de l'emissió
El següent esquema va ser introduït per de Sitter per provar les teories d'emissió:
{\displaystyle c'=c\pm kv\,}
on c és la velocitat de la llum, v la de la font, c' la velocitat resultant de la llum i k una constant que denota el grau de dependència de la font, que pot assolir valors entre 0 i 1. Segons la relativitat especial i l'èter estacionari, k = 0, mentre que les teories d'emissió permeten valors fins a 1. S'han dut a terme nombrosos experiments terrestres, en distàncies molt curtes, on no hi van haver efectes d'"arrossegament de llum" ni d'extinció, i de nou els resultats confirmen que la velocitat de la llum és independent de la velocitat de la font, descartant de manera concloent les teories d'emissió.